# 佐藤恵美 (似顔絵師)
佐藤 恵美（さとう えみ、1980年7月18日 - ）は、大阪府生まれの似顔絵師。
大学時代に大阪の天王寺の歩道橋上で路上似顔絵師を始める。大阪教育大学教育学部を卒業とほぼ同時期に路上活動を休止。また、大学時代よりマガジンハウス・ソフトバンク等の雑誌にてイラストを担当する。

## 年譜
- 2005年より似顔絵世界大会InUSAに連続出場。
- 2007年世界一周旅行を敢行（英会話学校内で英語力のコンテストで優勝。その副賞による）。
- 2008年オランダ国際似顔絵コンテストでカラー部門優勝・総合部門2位。
- 2008年9月結婚を機にヨーロッパのベルギーに移住する。

## 著書
- 2002年 ぷりもの絵本(本の森) ISBN 4-434-02119-2
- 2007年 なんでやねん！にがおえ師っ(マガジンハウス) ISBN 978-4-8387-1782-8